# Pingwin krótkoczuby
Pingwin krótkoczuby, skocz krótkoczuby (Eudyptes chrysolophus schlegeli) – podgatunek pingwina złotoczubego, ptaka z rodziny pingwinów (Spheniscidae). Występuje na subantarktycznej wyspie Macquarie i sąsiednich wysepkach.
TaksonomiaTakson o niepewnej pozycji taksonomicznej, czasami wyodrębniany do rangi gatunku. Naukowa nazwa upamiętnia niemieckiego zoologa Hermanna Schlegla.
MorfologiaMa około 70 cm wysokości i waży 3–8,1 kg. Obie płcie są do siebie podobne, ale samce są większe.
RozródPtaki te zakładają gniazda na plażach lub skałach pokrytych roślinnością. Samica składa 2 jaja, ale pierwsze jajo jest często wyrzucane z gniazda; drugie jajo jest zazwyczaj o 60% większe od pierwszego. Inkubacja trwa 32–37 dni, a zajmują się nią na przemian oboje rodzice, zmieniając się co 12–14 dni. Młode jest w pełni opierzone po 65 dniach od wyklucia.
PożywienieŻywią się krylem, rybami i kałamarnicami.
StatusIUCN od 2022 roku uznaje pingwina krótkoczubego za gatunek najmniejszej troski (LC, Least Concern); wcześniej, od 2015 roku klasyfikowany był jako gatunek bliski zagrożenia (NT, Near Threatened), od 2000 roku – jako gatunek narażony (VU, Vulnerable), a od 1988 roku jako gatunek najmniejszej troski (LC, Least Concern). Liczebność światowej populacji szacuje się na 1,5 miliona dorosłych osobników. Trend liczebności jest nieznany.